# アーリントン (テキサス州)
アーリントン（英語: Arlington）は、 アメリカ合衆国テキサス州のタラント郡にある都市。ダラスの西約32km、フォートワースの東約20kmに位置し、これら両市とともにダラス・フォートワース都市圏を形成する。

## 歴史
アーリントンの歴史は1840年代までさかのぼることができる。1841年5月24日、エドワード・H・タラント将軍とこの地域のネイティブ・アメリカンとがこの地にマロウ・ボーン・スプリング（Marrow Bone Spring）という入植地を建設し、交易所を設けた。タラント郡の名はタラント将軍に由来している。やがて一帯の肥沃な土壌に惹かれた農民が集まり、19世紀後半にはこの地でいくつかの農業関連のビジネスが生まれた。
1875年にマロウ・ボーン・スプリング入植地は市に昇格し、バージニア州アーリントンにあるロバート・E・リー将軍のアーリントン・ハウスに因んでアーリントンと改称された。1876年に鉄道が開通すると、アーリントンは綿織物と農業の中心地として発展していった。1884年にはアーリントンは正式な市になった。1910年頃までには水道・電気・天然ガス・電話といったインフラや公立学校システムの整備が整っていった。
しかしながら、南部全体の人口動態は第一次世界大戦後、大幅な出超傾向が続いていた。黒人を中心に北部、西部への移住が続き、1940年代では10年間で160万人の黒人が南部から他の地域に移住していった。このため、南部の諸都市はたとえ条件が良い地域に位置していてもゆっくりとした成長が続くことになった。1925年の人口は3,031人に増加し、第二次世界大戦前には4,000人を超えたが、人口の急増を招いたのは、第二次世界大戦時にダラス、フォートワース両市に建設された大規模な軍需工場の影響である。
1954年にゼネラルモーターズが組立工場を建設すると、アーリントンでは大規模な工業化が始まった。自動車産業や航空宇宙産業が発展し、市の人口は急激に増加し始め、ブーンバーブと呼ばれる大型衛星都市へと発展した。1950年の国勢調査では7,692人であった人口が1970年には90,229人に達した。1970年代は南部の人口動態自体が逆転している。約70年に渡って続いていた出超が入超に変化し、黒人、さらに白人の流入を招いた。これは南部全体の経済条件が改善されたことに加え、公民権運動の進展により、南部であっても人種差別が軽減されてきたことによる。ダラスはアトランタ、ヒューストン、マイアミと並び、人口流入の核となった。アーリントンもダラスへ流入した人口の受け皿となり、1990年には261,721人、そして2004年の推計では359,467人を数え、全米51位の人口規模を抱える都市になった。

## 地理
アーリントンは北緯32度42分18秒 西経97度7分22秒 / 北緯32.70500度 西経97.12278度（32.705033, -97.122839）に位置している。ダラス・フォートワース都市圏を形成する郊外都市であるため明確なダウンタウンを持たず、住宅地が広がっている。市内をトリニティ川の支流であるジョンソン川が流れている。市中心部の西にはアーリントン湖がある。
アメリカ合衆国統計局によると、この都市は総面積256.5km²（99.0mi²）である。このうち248.2km²（95.8mi²）が陸地で8.3km²（3.2mi²）が水地域である。総面積の3.24%が水地域となっている。

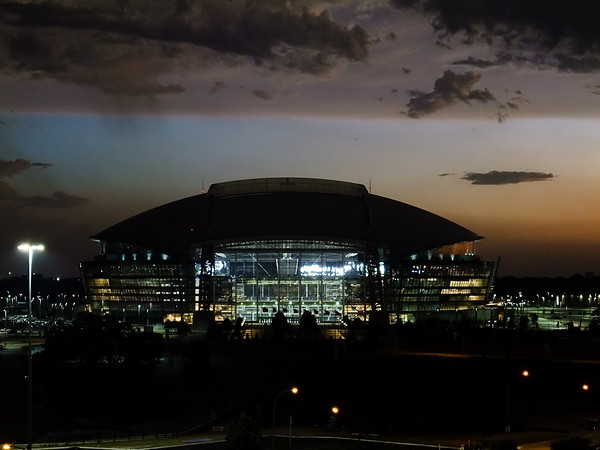
アーリントンのスカイライン

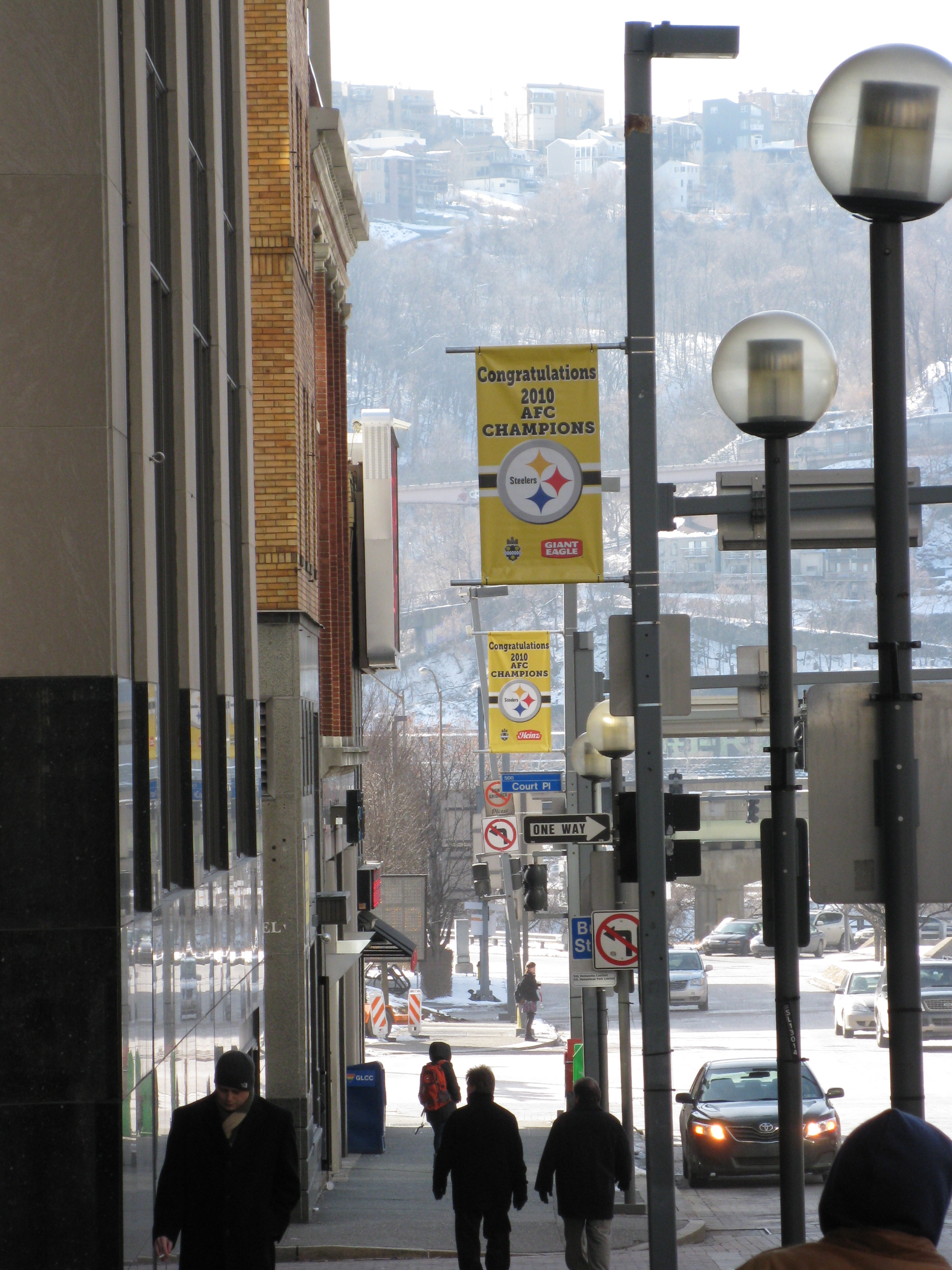
グラントストリート

## 市内の名所
- チョクトー・スタジアム - 大リーグのテキサス・レンジャーズが1994年から2019年まで本拠地としていた野球場。1995年にオールスターゲームが行われ、ナショナル・リーグの先発投手として野茂英雄が登板した。2023年にはアーリントン・レネゲイズがXFLとして、2024年以降はUFLとして本拠地を置く。
- グローブライフ・フィールド - テキサス・レンジャーズが2020年から本拠地とする野球場。
- AT&Tスタジアム - ダラス・カウボーイズ（NFL）が2009年シーズンから使用している新スタジアム。アーヴィングにあるテキサス・スタジアムの老朽化により移転した。
- シックス・フラッグス・オーバー・テキサス - 1961年に開園したシックス・フラッグス系列最初のテーマパーク。数々のローラーコースターで知られる。なお、同社の社名はテキサス州のスローガンである、州都オースティンに掲げられている6本の旗（スペイン・フランス・メキシコ・テキサス共和国・アメリカ連合国・アメリカ合衆国）に由来している。
- シックス・フラッグス・ハリケーン・ハーバー - シックス・フラッグス系列の水上公園。もとはウェット・ン・ワイルド系列であったが、1993年にシックス・フラッグスに買収され、現在の名称に改められた。

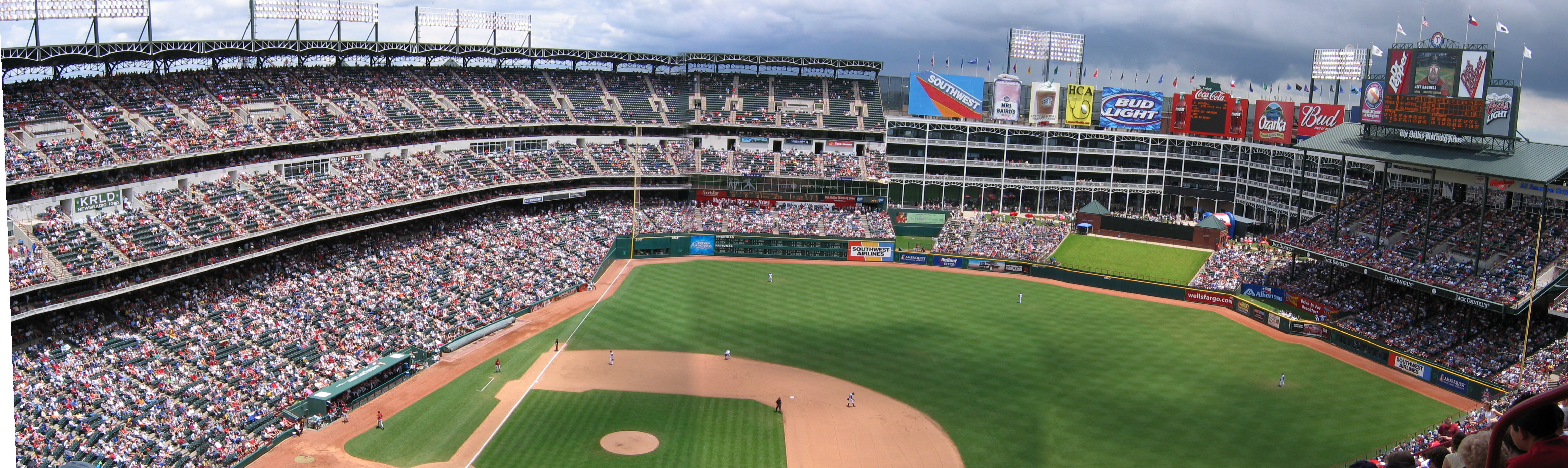
グローブライフ・パーク・イン・アーリントン

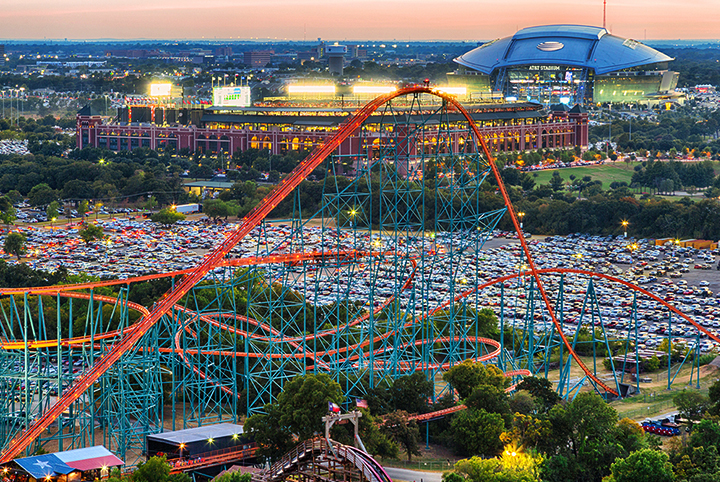
シックス・フラッグス・オーバー・テキサス

## 気候
ケッペンの気候区分では温暖湿潤気候（Cfa）に属する。
高温多湿な夏と穏やかな寒さの冬を特徴とする。竜巻街道と呼ばれる地域に位置するため、竜巻による被害が発生することがある。
| アーリントン（テキサス州）の気候 | アーリントン（テキサス州）の気候 | アーリントン（テキサス州）の気候 | アーリントン（テキサス州）の気候 | アーリントン（テキサス州）の気候 | アーリントン（テキサス州）の気候 | アーリントン（テキサス州）の気候 | アーリントン（テキサス州）の気候 | アーリントン（テキサス州）の気候 | アーリントン（テキサス州）の気候 | アーリントン（テキサス州）の気候 | アーリントン（テキサス州）の気候 | アーリントン（テキサス州）の気候 | アーリントン（テキサス州）の気候 |
| 月                               | 1月                              | 2月                              | 3月                              | 4月                              | 5月                              | 6月                              | 7月                              | 8月                              | 9月                              | 10月                             | 11月                             | 12月                             | 年                               |
| -------------------------------- | -------------------------------- | -------------------------------- | -------------------------------- | -------------------------------- | -------------------------------- | -------------------------------- | -------------------------------- | -------------------------------- | -------------------------------- | -------------------------------- | -------------------------------- | -------------------------------- | -------------------------------- |
| 最高気温記録 °C （°F）           | 34 (93)                          | 36 (96)                          | 38 (100)                         | 38 (101)                         | 42 (107)                         | 45 (113)                         | 43 (110)                         | 44 (112)                         | 44 (111)                         | 41 (106)                         | 32 (89)                          | 32 (90)                          | 45 (113)                         |
| 平均最高気温 °C （°F）           | 12.6 (54.7)                      | 15.1 (59.1)                      | 18.9 (66.1)                      | 23.3 (73.9)                      | 27.6 (81.6)                      | 31.8 (89.2)                      | 34.5 (94.1)                      | 34.7 (94.4)                      | 30.3 (86.6)                      | 24.7 (76.5)                      | 18.3 (65.0)                      | 13.5 (56.3)                      | 23.78 (74.79)                    |
| 平均最低気温 °C （°F）           | 1.7 (35.1)                       | 3.5 (38.3)                       | 7.9 (46.2)                       | 12.7 (54.8)                      | 18.7 (65.6)                      | 22.6 (72.6)                      | 24.5 (76.1)                      | 24.6 (76.3)                      | 19.9 (67.8)                      | 13.1 (55.6)                      | 7.6 (45.7)                       | 2.4 (36.4)                       | 13.27 (55.88)                    |
| 最低気温記録 °C （°F）           | −19 (−2)                         | −22 (−8)                         | −12 (10)                         | −2 (29)                          | 1 (34)                           | 9 (48)                           | 13 (56)                          | 13 (55)                          | 4 (40)                           | −4 (24)                          | −7 (19)                          | −18 (−1)                         | −22 (−8)                         |
| 降水量 mm （inch）               | 61.2 (2.41)                      | 73.9 (2.91)                      | 89.9 (3.54)                      | 76.5 (3.01)                      | 137.4 (5.41)                     | 109.7 (4.32)                     | 67.6 (2.66)                      | 56.6 (2.23)                      | 80.5 (3.17)                      | 114 (4.49)                       | 67.6 (2.66)                      | 70.9 (2.79)                      | 1,005.8 (39.6)                   |
| 出典：NWS Dallas/Fort Worth      |                                  |                                  |                                  |                                  |                                  |                                  |                                  |                                  |                                  |                                  |                                  |                                  |                                  |

## 教育

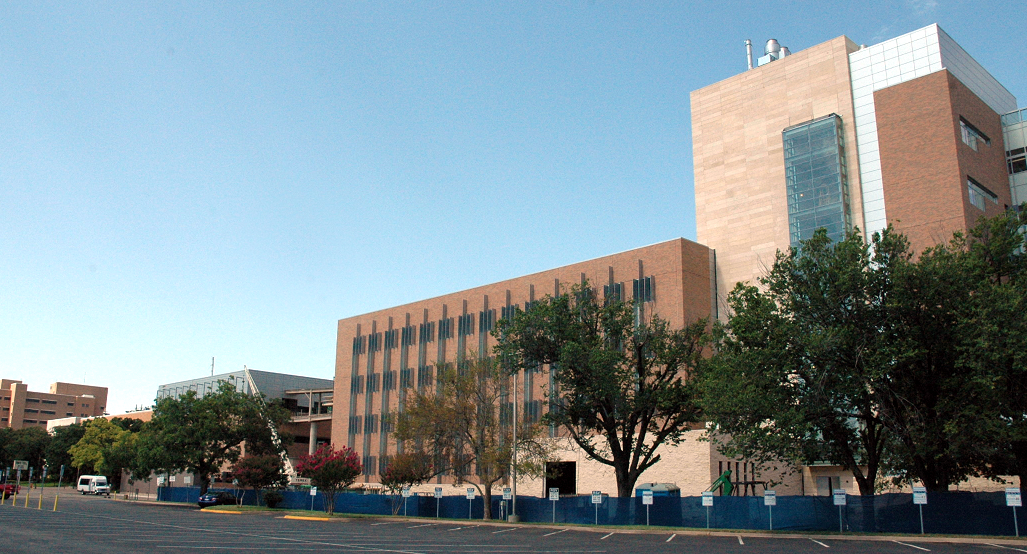
UTA

アーリントンはテキサス大学アーリントン校（UTA）がキャンパスを構えている。UTAはオースティンに本部を置くテキサス大学システムの中で3番目の規模を誇り、約25,000人の学生を抱えている。UTAは市の経済にとって貴重な財産であるとみなされている。UTAのキャンパス内には旧アーリントン高校や旧アーリントン士官学校の校舎など、ダラス・フォートワース都市圏内で最も古い建物の数々が点在する。
テキサス大学アーリントン校のほかには、地元タラント郡のコミュニティ・カレッジであるタラント・カウンティ・カレッジのサウスイースト・キャンパスや、バプテスト系私立大学のアーリントン・バプティスト大学が立地している。
アーリントンのK-12課程はアーリントン公立学区、マンスフィールド公立学区、ケネデール公立学区の3つの公立学区（ISD）によって運営されている。アーリントン市域の一部はハースト・ユーレス・ベッドフォード公立学区の区域内にも属するが、今のところ同学区に属する地域にはアーリントン市民が住んでいない。
テキサス州においては、市や郡の当局と公立学区とが別々に運営されているため、市域・郡域と学区の境界線は必ずしも一致しない。したがってアーリントンの全ての児童・生徒が同じ学区に属するわけではなく、また、同一学区の児童・生徒がアーリントンに住んでいるとも限らない。

## 交通

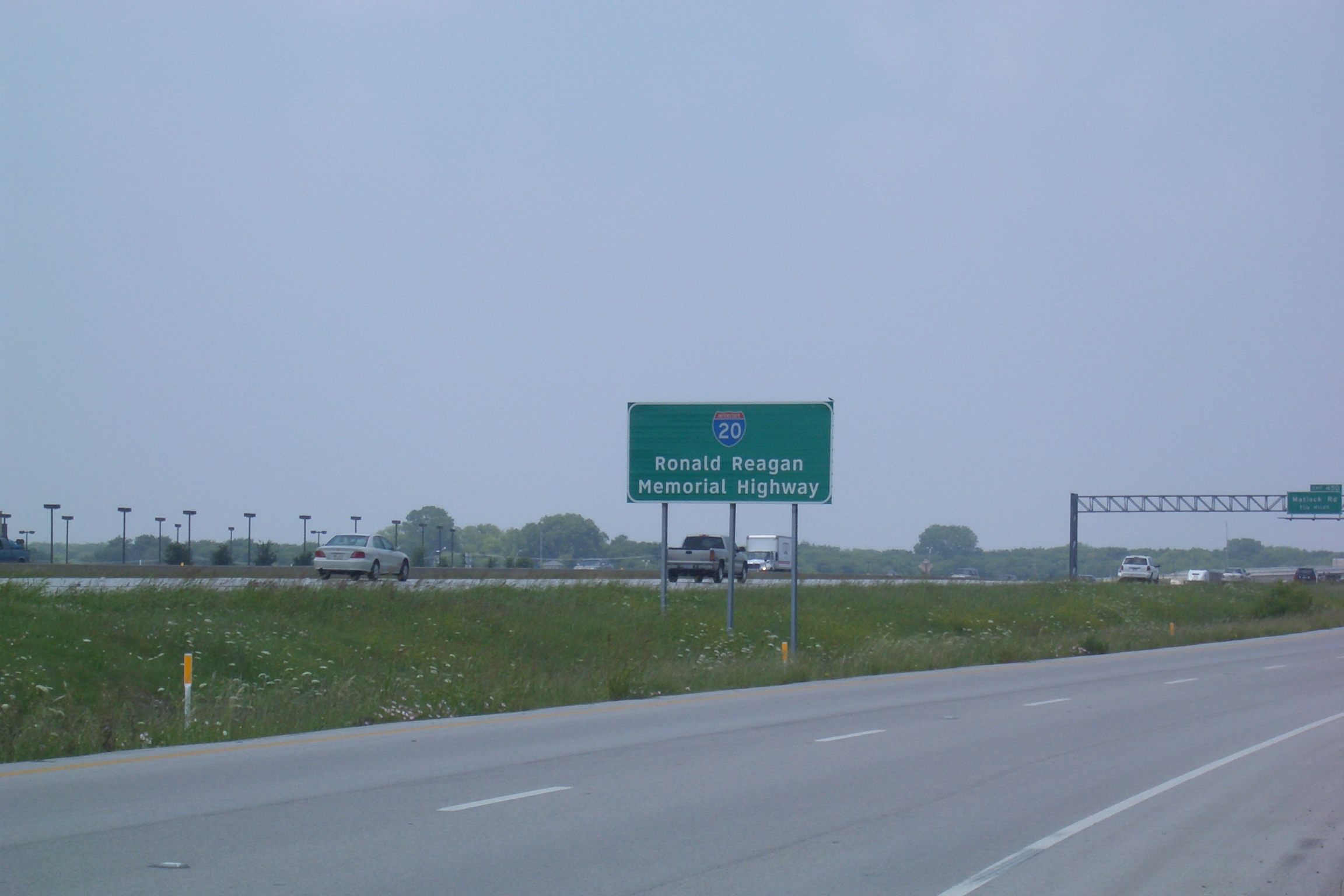
アーリントン市内を東西に走るロナルド・レーガン記念ハイウェイ（I-20）

### 空港
アーリントンを含むダラス・フォートワース都市圏への玄関口となる空港は、アーリントン中心部の北約20kmに位置するダラス・フォートワース国際空港である。同空港は規模・利用客数ともに世界有数の大空港の一つで、アメリカン航空最大のハブ空港となっている。

### 道路
市中心部はテキサス州道360号線（東）、州間高速道路820号線（西）、州間高速道路20号線（南）、州間高速道路30号線（北）に囲まれている。それらの道路はいずれもダラス・フォートワース都市圏内のフリーウェイとなっている。2006年2月16日、アーリントン市内のI-20（マイルポスト447-452の区間）がロナルド・レーガン記念ハイウェイ（Ronald Reagan Memorial Highway）と命名された。
アーリントンの主な交通手段は自動車である。アーリントンにはアムトラックの駅やグレイハウンドのバスターミナルはなく、ダラスやフォートワースの駅・バスターミナルを利用することになる。また、アーリントンは人口30万人を超える都市であるにもかかわらず、路線バスなどの公共交通機関を有さない。市当局や住民は税金面での懸念から、ダラスのDART、フォートワースのThe Tのいずれへの加入も拒んできた。

## 姉妹都市・提携都市

### 姉妹都市
- バート・ケーニヒスホーフェン（ドイツ連邦共和国 バイエルン州）
  - 1952年　姉妹都市提携。